# Cressing Road
Cressing Road è lo stadio del Braintree Town, squadra inglese di Conference South.
La struttura può accogliere 4151 spettatori, dei quali 550 a sedere, grazie a lavori di ammodernamento fra i quali l'abbattimento di barriere architettoniche che consente di offrire anche 6 posti per portatori di handicap.
Risulta ammodernato anche l'impianto di illuminazione, per soddisfare i requisiti della Football League ed ulteriori lavori hanno interessato gli spogliatoi, per una somma di circa 140.000 sterline.